# Takatsuki
Takatsuki; (高槻市; -shi) é uma cidade japonesa localizada na província de Osaka.
Em 2003 a cidade tinha uma população estimada em 353 619 habitantes e uma densidade populacional de 3 357,89 h/km². Tem uma área total de 105,31 km².
Recebeu o estatuto de cidade a 1 de Janeiro de 1943.